# 迈克尔·赫比克
迈克尔·赫比克（英語：Michael Herbick，1941年7月17日—）美国音频工程师。他获得了5次奥斯卡最佳音响效果奖提名。自1988年起，沙洛克参与制作了90多部电影.

## 部分影视作品
- 亡命天涯 (1993)[1]
- 燃眉追击 (1994)[2]
- 肖申克的救赎 (1994)[2]
- 永远的蝙蝠侠 (1995)[3]
- 绿里奇迹 (1999)[4]